# Koy Sanjaq
Koy Sanjaq (arabisk: كوي سنجق; kurdisk: Koye; tyrkisk: Köy Sancak; også kendt som Koya, Kuya, Koysinjak, Koy Sanjaq, Kou Senaq, Kou Senjaq) er en irakisk by tæt på den iranske grænse, i provinsen Arbil. Byen har 19.878(2012) indbyggere.